# Kühtaisattel
Der Kühtaisattel, im Volksmund einfach das Kühtai genannt, ist ein Tiroler Alpenpass, der das Ötztal durch das Nedertal mit dem Sellraintal verbindet. Die Wasserscheide verläuft in einer Höhe von 2017 m ü. A. quer durch den Hotelort Kühtai, einen Ortsteil von Silz.
Über den Pass führt eine Landesstraße, die als Sellraintalstraße (L13) von der Tiroler Straße bei Zirl bis Kühtai und von dort als Kühtaistraße (L237) nach Oetz zur Ötztalstraße führt. Im Gegensatz zu den meisten anderen Alpenpässen kann der Kühtaisattel relativ einfach, in diesem Fall durch das Inntal, umfahren werden, die Passstraße dient in erster Linie der Erschließung von Kühtai.
Im Ötztal beginnt die Rampe bei Oetz, ist 17,5 km lang und weist eine Maximalsteigung von 18 % auf. Die Rampe von Kematen ist 26 km lang und weist zwischen Gries im Sellrain und Kühtai eine Maximalsteigung von 16 % auf.
Der Kühtaisattel ist die erste Bergprüfung beim Ötztaler-Radmarathon. Er wird auch ansonsten häufig von Rennradfahrern und sportlich ambitionierten Tourenradfahrern befahren. Laute Motorräder und Sportwägen sorgen allerdings ab der Jahrtausendwende für zunehmende Proteste aus der Bevölkerung. Die Initiative „Lebenswertes Ötz“ hat daher im Jahr 2019 eine Unterschriftenpetition ins Leben gerufen. Das Land Tirol kündigte daraufhin 2020 in einem ersten Schritt die Installierung einer Verkehrszählanlage an, welche in weiterer Folge mit einem Lärmradar bestückt werden könnte.
Nach heftigem Regen kam es in der Nacht auf den 23. August 2021 etwa 300 m oberhalb der Kühtaistraße zu einem Ausbruch von 1.500 m³ Fels. Nur ein Felsblock von 20 m³ Volumen erreichte die Fahrbahn. Die Stelle zwischen Mühle (Gemeinde Oetz) und Ochsengarten (Gde. Haiming) wurde gesperrt und eine Umleitung über Sattele eingerichtet. Nach Sprengung und Abtransport labilen Gesteins und von Bäumen wurde am 15. September 2021 die Straße wieder freigegeben.

## Bilder

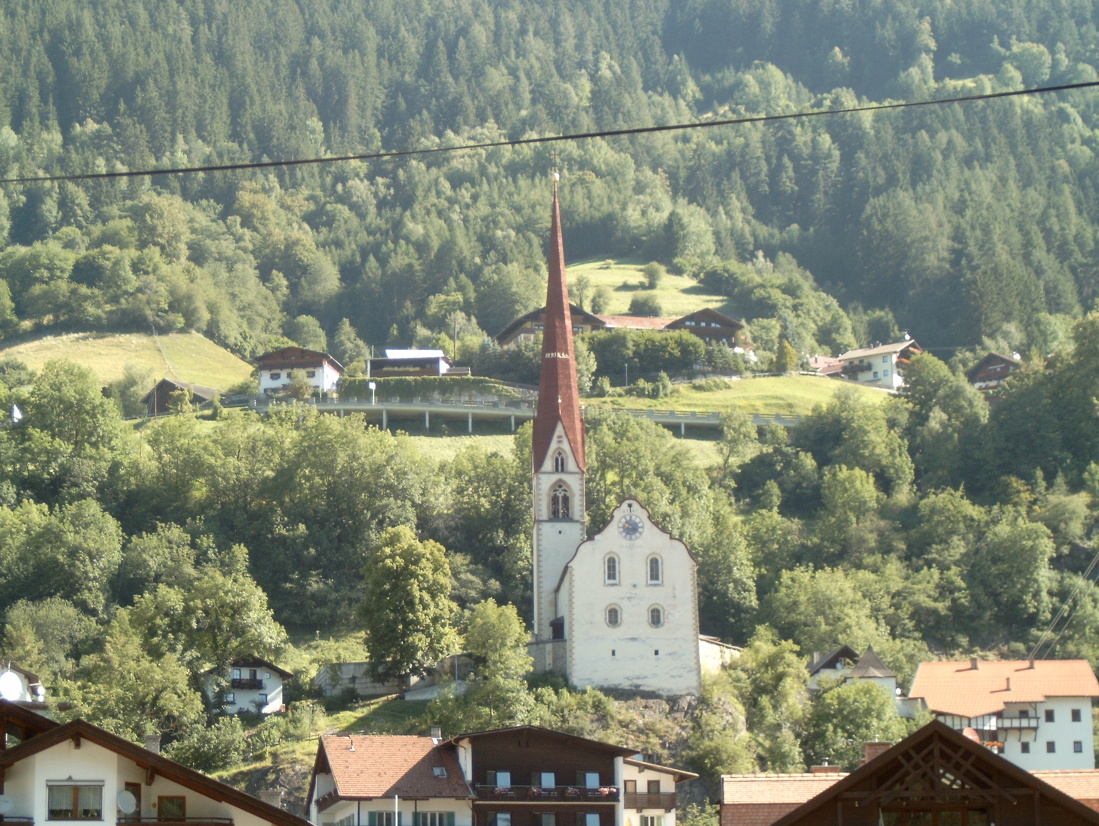
Westrampe oberhalb Oetz
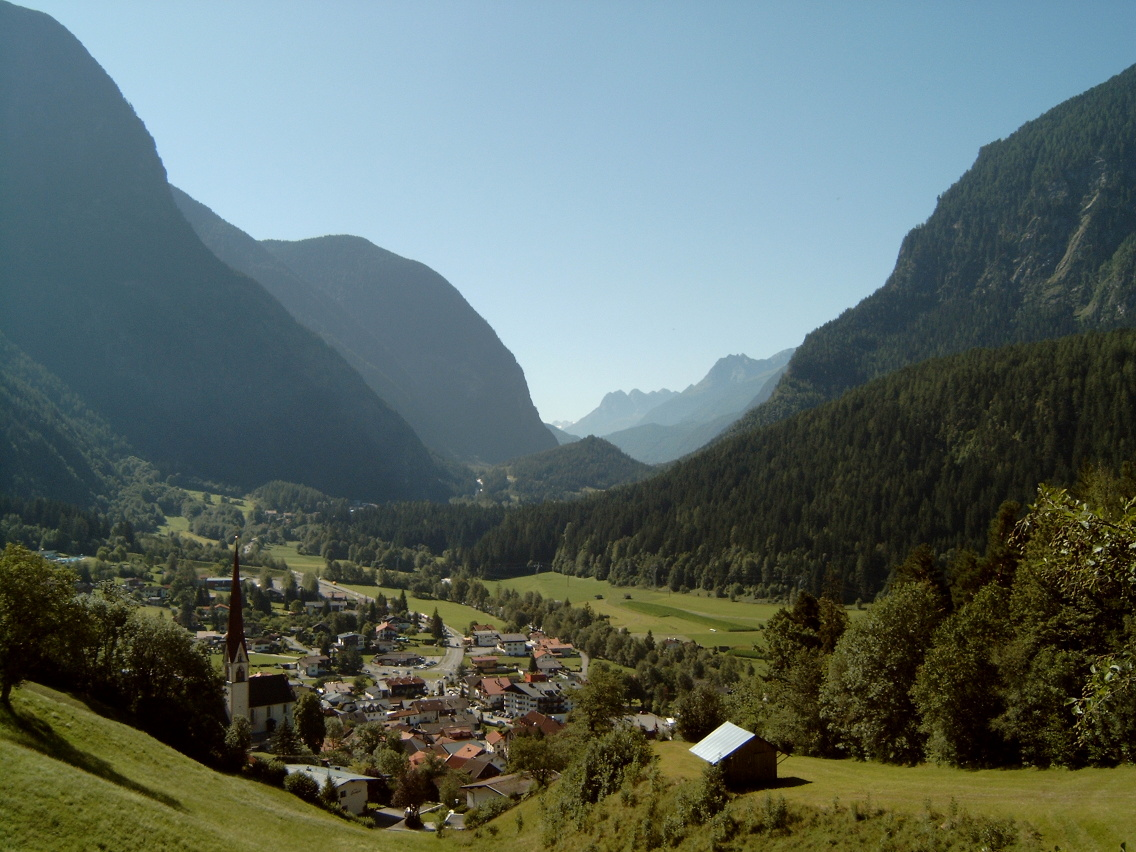
Westrampe, Blick auf Oetz
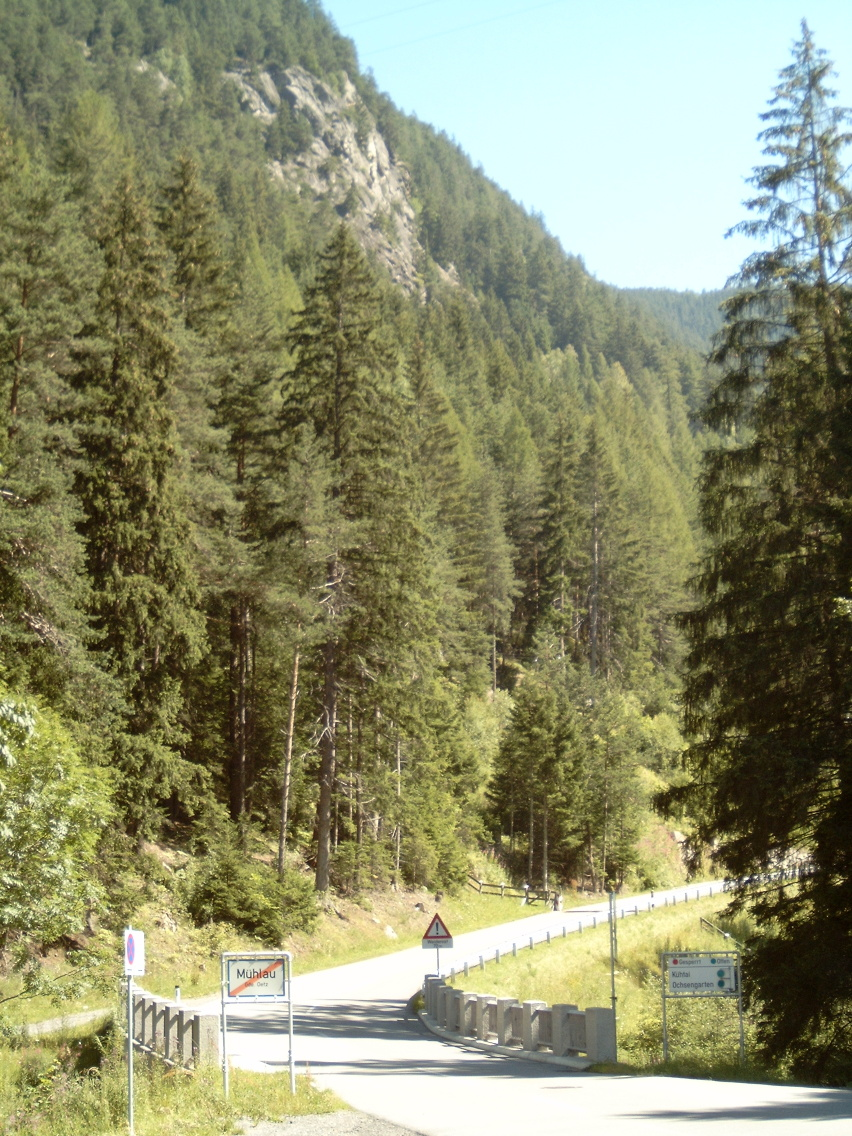
Westrampe, Ortsausgang Mühlau
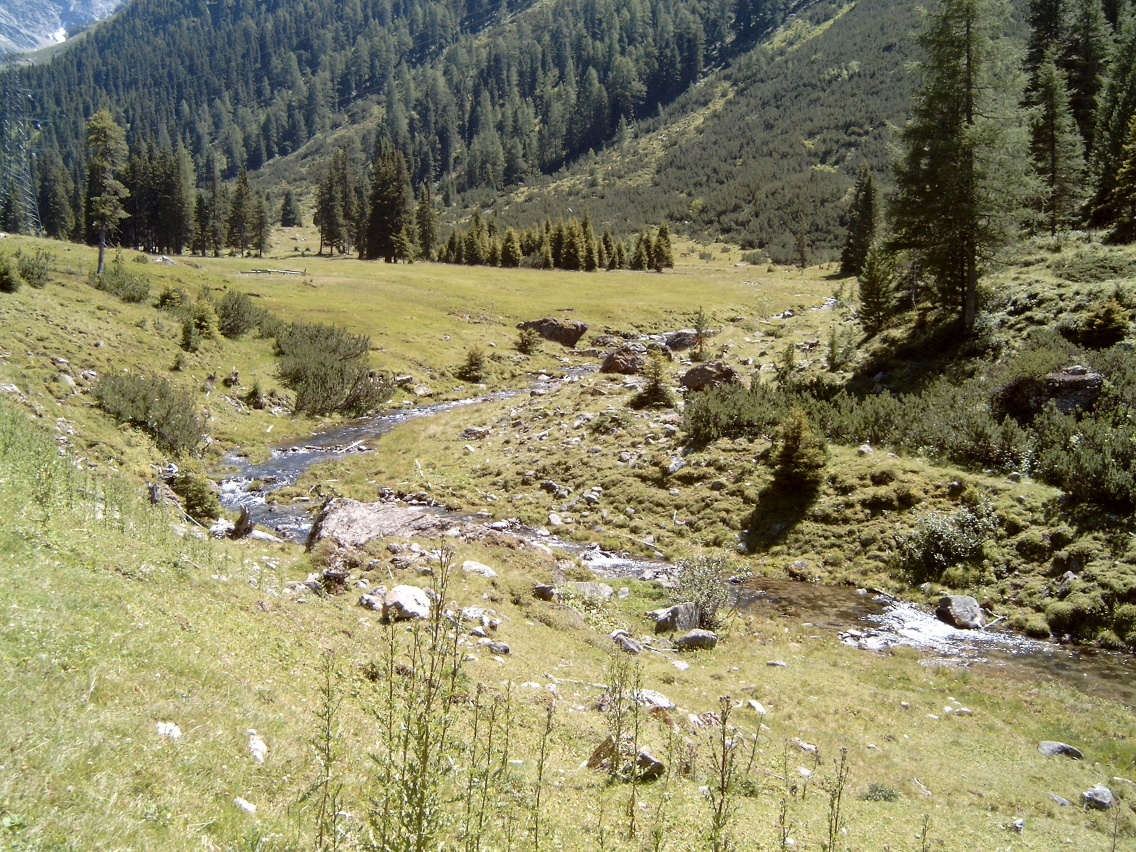
Westrampe, Nederbach
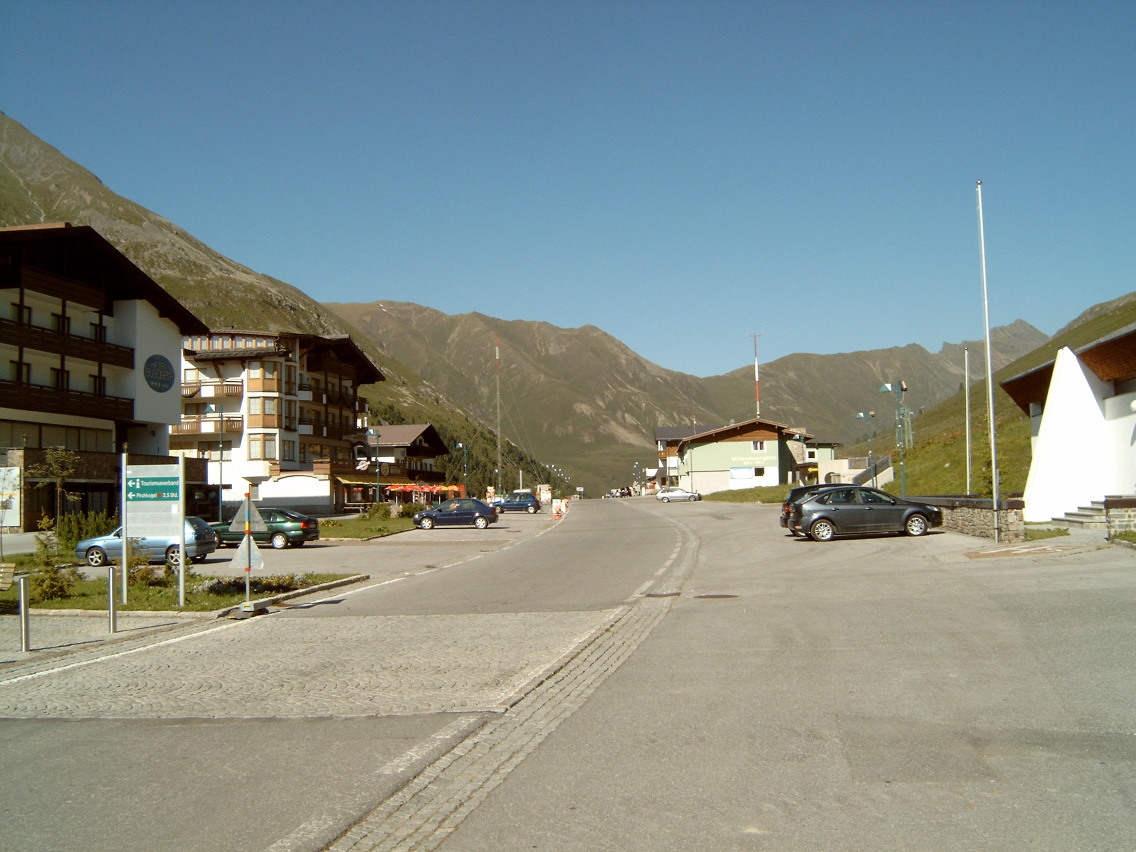
Passhöhe im Ort Kühtai
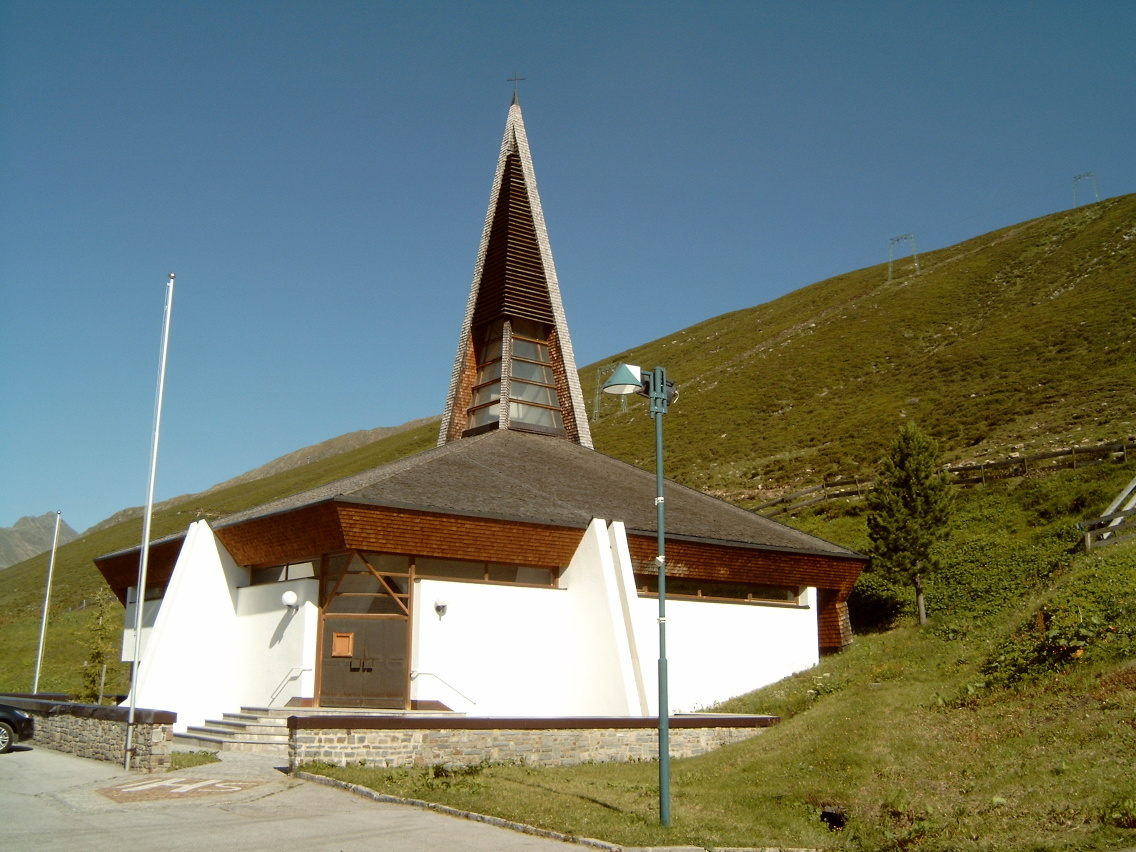
Kirche im Ort Kühtai auf der Passhöhe
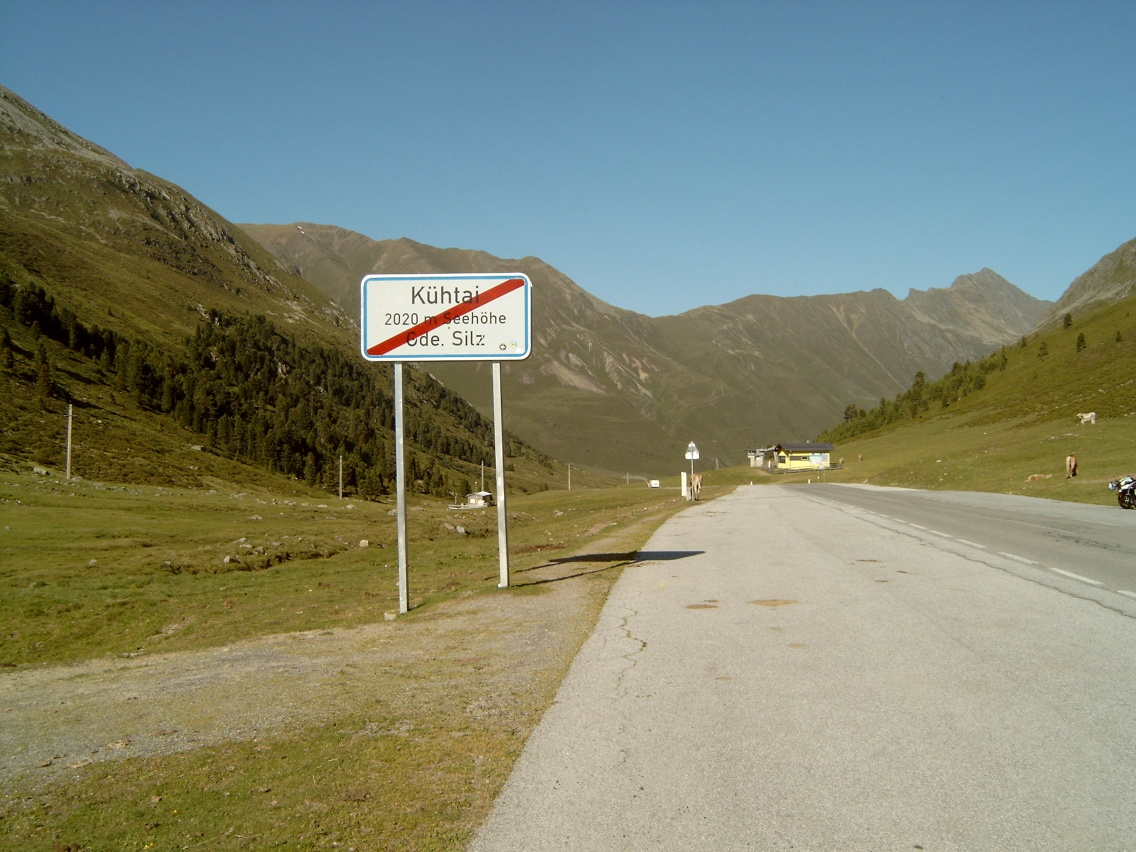
Beginn der Ostrampe am Ortsausgang Kühtai
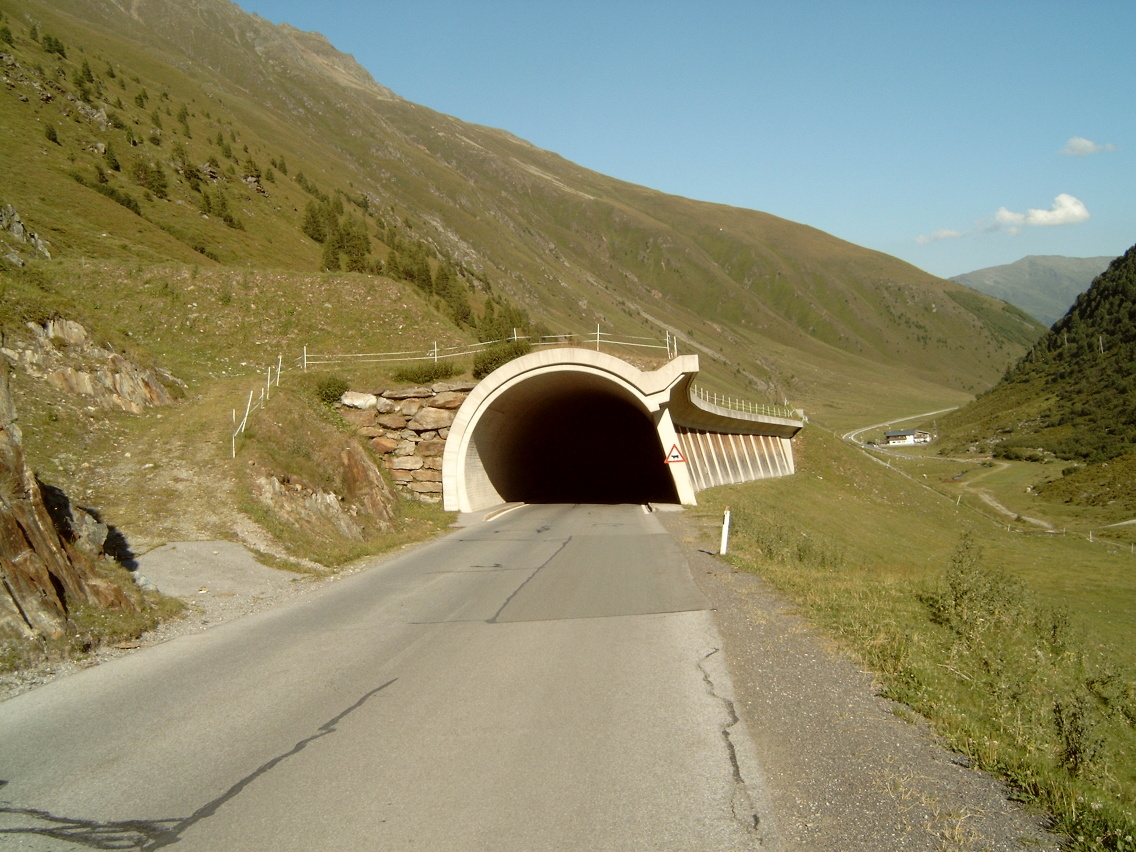
Lawinenschutztunnel in der Ostrampe
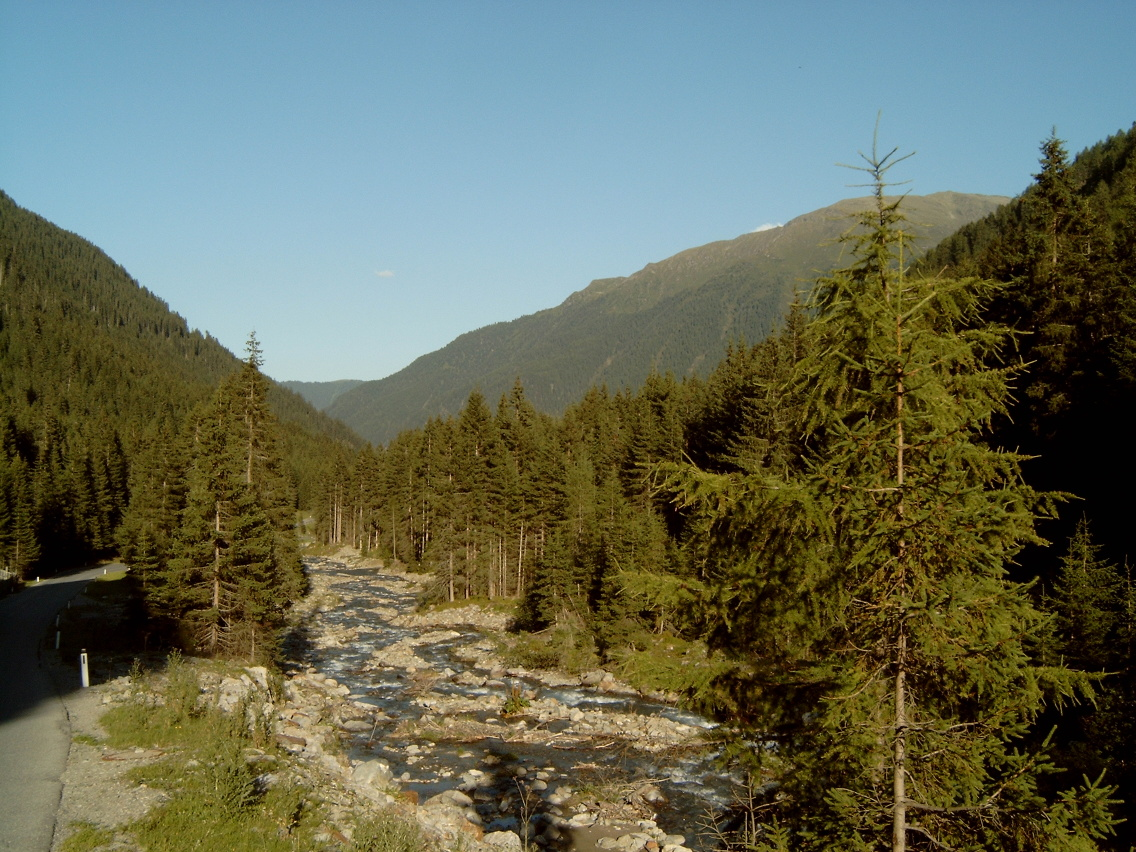
Ostrampe, Zirmbach